# Desmazeria sicula
Desmazeria sicula là một loài thực vật có hoa trong họ Hòa thảo. Loài này được (Jacq.) Dumort. mô tả khoa học đầu tiên năm 1822.

## Hình ảnh

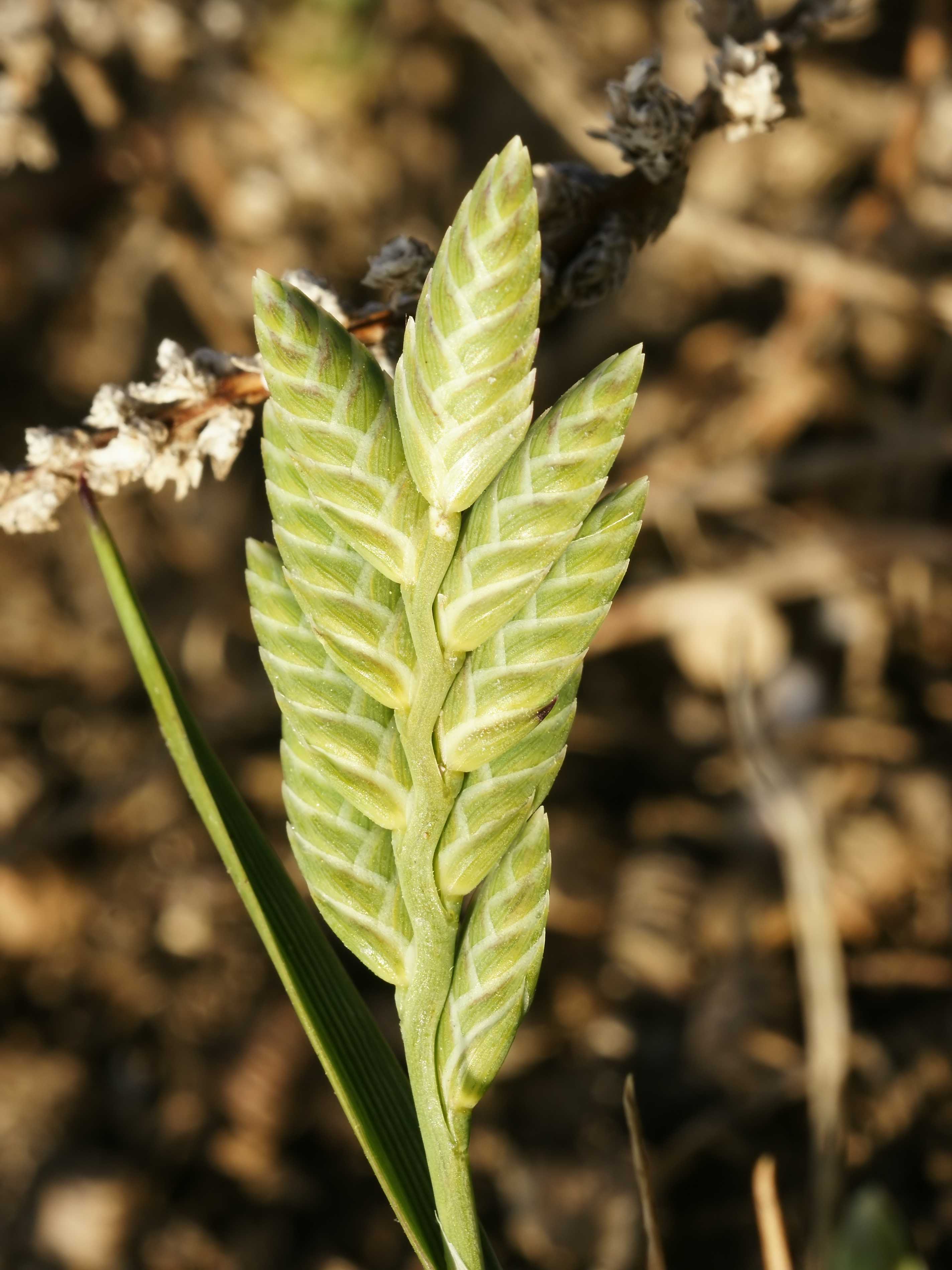